# El puntero
El puntero es una serie de televisión argentina de género drama político producida por Pol-ka. Protagonizada por Julio Chávez y Gabriela Toscano, Coprotagonizada por Luis Luque, Carlos Moreno, Belén Blanco y Pablo Brichta. También, contó con la actuación especial de Rodrigo De La Serna. Y la participación de María Rosa Fugazot. La serie fue emitida desde el 15 de mayo de 2011 por Canal 13, hasta el 28 de diciembre del mismo año. En 2012 se consagró ganador del Martín Fierro de Oro, el galardón mayor de la televisión y la radio elegido por APTRA, siendo el sexto unitario en conseguir este logro desde 1992, año en que se comienza a otorgar este premio y el tercero en forma consecutiva.

## Elenco
- Julio Chávez como Pablo Aldo “El Gitano” Perotti.
- Gabriela Toscano como Clara “Clarita” Medina.
- Luis Luque como Levan “El Polaco o Levante” Ufaloff.
- Rodrigo de la Serna como José María Lombardo.
- Carlos Moreno como el intendente Hugo Iñíguez.
- Belén Blanco como Libertad.[1]
- Pablo Brichta como Leme Ufaloff.
- Alberto Ajaka como el Padre Miguel.
- Ariel Staltari como Luis Calda.
- Bárbara Lombardo como Lucía “La Pochi” Benítez.
- Joaquín Flamini como Francisco “Francisquito”.
- Claudio Rissi como Felipe "Filpi".
- María Rosa Fugazot como Antonia.
- Fernando Locatelli como el arquitecto Loiro.
- Víctor Hugo Carrizo como Muñeco.
- Daniel De Vita como Madera.
- Nahuel Pérez Biscayart como Herminio.
- Gonzalo Heredia como Mateo “Facha” Soniora.
- Diego Faturos como Ignacio.
- Flavia Marco como Patricia “Pato”.
- Nicolás Goldschmidt como Héctor.
- Chucho Fernández como Chucho.
- Gabriel Almiron como Papi.
- Norma Argentina como Perla.
- Celeste Cid como Guillermina.
- Mariano Argento como Arteche.
- Gipsy Bonafina como Marta.
- Dady Brieva como Atilio Verdaguer.
- María Fernanda Callejón como María Alejandra “Maruja”.
- Liliana Cuomo como Mamá, empleada municipal.
- David Di Nápoli como Olivetti.
- Pochi Ducasse como Tatiana Segovia.
- Oscar Ferrigno como Alfredo.
- Oscar Martínez como “El Dogo” Caruso.
- Pepe Novoa como Gerardo.
- Juan Bautista Greppi como Lucas.
- Rodrigo Pedreira como Víctor Llano.
- Darío Levy como Goyena.
- Viviana Saccone como Mónica Dorio.
- Carlos Santamaría como Hernán Ponosky.
- José Alcides Vivas como “El Oso”.
- Manuel Vicente como Tuco Salinas.
- Adrián Yospe como Tono, policía bonaerense.
- Rodolfo Zapata como él mismo.
- Martín Blanco como compañero de Libertad.
- Natalia Grinberg como secretaria en la intendencia.

### Participación especial
José Alcides Vivas, quien interpreta a El Oso, en la vida real es miembro de una ONG de ayuda social llamada "PI.ES. x la tierra". Rodrigo de la Serna, dijo al respecto: “Él está recuperando muchos chicos de la calle e integrándolos a la sociedad y a nosotros nos sirve mucho porque nos da data y chamuyo de lo que es esta realidad”.

## Alta definición
La serie es producida íntegramente en formato Full HD. Se ve por la señal HD del canal.

## Audiencias
"El puntero" fue una de las series más exitosas del 2011. [cita requerida]De acuerdo con datos suministrados por la medidora IBOPE en su primer capítulo, el domingo 15 de mayo de 2011, alcanzó un promedio de 17,8 puntos de índice de audiencia, con un pico de 19,7 imponiéndose ampliamente en su franja horaria y derrotando a CQC, caiga quién caiga, de Telefe. El segundo capítulo, al contrario de lo que ocurre habitualmente, subió el índice de audiencia y los niveles de audiencia se mantuvieron muy bien en casi todos los episodios; la mayoría de los días en que se emitía fue lo más visto. El rating más alto que logró fue en su capítulo final, en el que marcó 24,5 de promedio, acompañado por picos de casi 27 puntos. Su promedio general fue de 19.1 puntos de índice de audiencia.

## Premios

### Premios Tato[8]
| Año  | Categoría                             | Receptor/a                                                 | Resultado |
| ---- | ------------------------------------- | ---------------------------------------------------------- | --------- |
| 2011 | Ficciones unitarios                   | El puntero                                                 | Nominado  |
| 2011 | Mejor actor protagonista de unitario  | Julio Chávez                                               | Nominado  |
| 2011 | Mejor actor protagonista de unitario  | Rodrigo de la Serna                                        | Ganador   |
| 2011 | Mejor actriz protagonista de unitario | Gabriela Toscano                                           | Nominada  |
| 2011 | Mejor director                        | Daniel Barone                                              | Nominado  |
| 2011 | Mejor guion                           | Mario Segade                                               | Nominado  |
| 2011 | Mejor imagen y sonido                 | G. Zappino; A. Parisow; A. Alem; A. Girbal; A. De Michelle | Nominado  |
| 2011 | Mejor arte                            | Adriana Slemenson                                          | Ganador   |
| 2011 | Mejor producción integral             | El puntero                                                 | Nominado  |

### Premios Martín Fierro
| Año  | Categoría                             | Receptor            | Resultado  |
| ---- | ------------------------------------- | ------------------- | ---------- |
| 2011 | Martín Fierro de Oro                  |                     | Ganador    |
| 2011 | Mejor Unitario                        | Mejor Unitario      | Ganador    |
| 2011 | Producción Integral                   | Producción Integral | Candidatos |
| 2011 | Mejor Director                        | Daniel Barone       | Candidato  |
| 2011 | Mejor Autor / Libretista              | Mario Segade        | Candidato  |
| 2011 | Mejor Actor - Unitario y/o Miniserie  | Julio Chávez        | Ganador    |
| 2011 | Mejor Actor - Unitario y/o Miniserie  | Luis Luque          | Candidato  |
| 2011 | Mejor Actor - Unitario y/o Miniserie  | Rodrigo de la Serna | Candidato  |
| 2011 | Mejor Actriz - Unitario y/o Miniserie | Gabriela Toscano    | Candidata  |
| 2011 | Actor de Reparto                      | Pablo Brichta       | Candidato  |
| 2011 | Actriz de Reparto                     | Belén Blanco        | Candidata  |
| 2011 | Actriz de Reparto                     | María Rosa Fugazot  | Candidata  |